# Giro di Polonia 2004
Il Giro di Polonia 2004, sessantunesima edizione della corsa, si svolse in otto tappe dal 6 al 13 settembre 2004 per un percorso totale di 1264,5 km. Fu vinto dal ceco Ondřej Sosenka, che terminò la gara in 29h21'38" davanti a Hugo Sabido e Franco Pellizotti.

## Tappe
| Tappa  | Data         | Percorso                                   | km      | Vincitore di tappa | Leader cl. generale |
| ------ | ------------ | ------------------------------------------ | ------- | ------------------ | ------------------- |
| 1ª     | 6 settembre  | Danzica > Gdynia                           | 174,5   | Fabio Baldato      | Fabio Baldato       |
| 2ª     | 7 settembre  | Tczew > Olsztyn                            | 227,5   | Marcin Sapa        | Luca Paolini        |
| 3ª     | 8 settembre  | Ostróda > Bydgoszcz                        | 204     | Allan Davis        | Marcin Sapa         |
| 4ª     | 9 settembre  | Inowrocław > Kalisz                        | 206     | Fabio Baldato      | Marcin Sapa         |
| 5ª     | 10 settembre | Oleśnica > Szklarska Poręba                | 229     | Rinaldo Nocentini  | Marcin Sapa         |
| 6ª     | 11 settembre | Piechowice > Karpacz                       | 166,5   | Marek Rutkiewicz   | Marek Rutkiewicz    |
| 7ª     | 12 settembre | Jelenia Góra > Karpacz                     | 61      | Hugo Sabido        | Hugo Sabido         |
| 8ª     | 13 settembre | Jelenia Góra > Karpacz (cron. individuale) | 19      | Ondřej Sosenka     | Ondřej Sosenka      |
| Totale | Totale       | Totale                                     | 1 264,5 |                    |                     |

## Evoluzione delle classifiche
| Tappa              | Generale         | Punti         | Montagna           | Sprint            | Combinata     |
| 1                  | Fabio Baldato    | Fabio Baldato | non assegnata      | Tomasz Lisowicz   | non assegnata |
| 2                  | Daniel Majewski  | Allan Davis   | Daniel Majewski    | Marcin Sapa       | Allan Davis   |
| 3                  | Marcin Sapa      | Allan Davis   | Lukasz Podolski    | Kazimierz Stafiej | Allan Davis   |
| 4                  | Marcin Sapa      | Allan Davis   | Lukasz Podolski    | Bohdan Bondarjev  | Allan Davis   |
| 5                  | Marcin Sapa      | Allan Davis   | Marek Rutkiewicz   | Bohdan Bondarjev  | Allan Davis   |
| 6                  | Marek Rutkiewicz | Allan Davis   | Przemysław Niemiec | Bohdan Bondarjev  | Allan Davis   |
| 7                  | Hugo Sabido      | Allan Davis   | Przemysław Niemiec | Bohdan Bondarjev  | Allan Davis   |
| 8                  | Ondřej Sosenka   | Allan Davis   | Przemysław Niemiec | Bohdan Bondarjev  | Allan Davis   |
| Classifiche finali | Ondřej Sosenka   | Allan Davis   | Przemysław Niemiec | Bohdan Bondarjev  | Allan Davis   |

## Classifiche finali

### Classifica generale
| Pos. | Corridore         | Squadra      | Tempo     |
| ---- | ----------------- | ------------ | --------- |
| 1    | Ondřej Sosenka    | Acqua & S.   | 29h21'38" |
| 2    | Hugo Sabido       | Milaneza     | a 23"     |
| 3    | Franco Pellizotti | Alessio      | a 40"     |
| 4    | Marek Rutkiewicz  | Action-ATI   | a 1'01"   |
| 5    | Allan Davis       | Liberty Seg. | a 1'44"   |
| 6    | Florent Brard     | Ch. Jacques  | a 2'22"   |
| 7    | Tomasz Brożyna    | Action-ATI   | a 2'44"   |
| 8    | David Bernabéu    | Milaneza     | a 3'18"   |
| 9    | Cezary Zamana     | Ch. Jacques  | a 4'17"   |
| 10   | Rui Sousa         | Milaneza     | a 5'37"   |

### Classifica a punti
| Pos. | Corridore         | Squadra     | Punti |
| ---- | ----------------- | ----------- | ----- |
| 1    | Allan Davis       | Fassa B.    | 138   |
| 2    | Hugo Sabido       | Milaneza    | 121   |
| 3    | Franco Pellizotti | Alessio     | 98    |
| 4    | Marek Rutkiewicz  | Action-ATI  | 73    |
| 5    | Florent Brard     | Ch. Jacques | 59    |

### Classifica scalatori
| Pos. | Corridore          | Squadra      | Punti |
| ---- | ------------------ | ------------ | ----- |
| 1    | Przemysław Niemiec | Miche        | 45    |
| 2    | Marek Rutkiewicz   | Action-ATI   | 24    |
| 3    | José Antonio López | Ill. Balears | 18    |
| 4    | Piotr Chmielewski  | Action-ATI   | 15    |
| 5    | Florent Brard      | Ch. Jacques  | 14    |

### Classifica sprint
| Pos. | Corridore          | Squadra    | Punti |
| ---- | ------------------ | ---------- | ----- |
| 1    | Bohdan Bondarjev   | Action-ATI | 16    |
| 2    | Marcin Sapa        | Knauf      | 9     |
| 3    | Kazimierz Stafiej  | Action-ATI | 9     |
| 4    | Piotr Chmielewski  | Action-ATI | 6     |
| 5    | Przemysław Niemiec | Miche      | 5     |